# 德意志银行
德意志银行股份公司（德語：Deutsche Bank AG，發音：[ˈdɔʏtʃə ˈbaŋk ʔaːˈɡeː] ⓘ；FWB：DBK；：DB；簡稱德銀）是一家跨国银行，总部位于德国法兰克福，並在紐約證券交易所及法蘭克福證券交易所上市，由克里斯蒂安·泽温任CEO，亚历山大·韦南茨任监事会主席。德意志银行股份公司是全世界最大的投資銀行之一。全球十大外匯交易商之首，市佔率為15.68%。
截至2021年12月底，德意志银行的總資產高達1.324兆美元。
2011年德意志银行资产增加14%至2.16万亿欧元（2.88万亿美元），超过法國巴黎銀行，於五年来首次成为欧洲第一大投資銀行。

## 德意志银行在中國的业务
德意志银行最早于1872年进入中国，在上海设立其第一家海外办事处(待查證：另一說法，德銀在北京設總行，用中國當時(1860~1880年間)之在地錢莊，於各分地進行銀行業務。出處需要同胞再查證提供。參楊照，2021.10，ISBN: 978957329296-8)。2008年德意志银行在中国注册法人银行 - 德意志银行(中国)有限公司(“德银中国”)。德银中国是德意志银行的全资
子公司，总部设在北京，并在北京、上海、广州、天津、重庆和青岛设有分行。

## 历史

### 1870年－1919年
1870年的普法战争结束后，法国向德国战争赔款50亿法郎。新上任的德皇威廉利用法国赔款之后的充裕资金發行了和黄金挂钩的德国金马克。在这样一个历史契机下，德国自己成立了一批可以撑起跨境业务的国际性银行，协助德国金马克成为欧洲的主要结算货币。德意志银行、德国商业银行、德累斯顿银行纷纷组建。
1870年1月22日，私人银行家阿德尔贝特·德尔布吕克和政治家路德维希·班贝格尔、工业家格奥尔格·威廉·冯·西门子联合了柏林和勃兰登堡地区的家族银行，共同出资一千五百万金马克设立了德意志银行。同时向大众发售了一千万马克的股票，并且得到了150倍的超额认购。1870年3月10日，德意志银行获得了普鲁士政府颁发的银行经营许可证“从事任何和德国与其他国家贸易相关的银行业务”。法律章程对银行的国际贸易业务的要求：“公司的经营涉及各类银行业务，但主要致力于提高和促进德国、其他欧洲各国以及海外市场的贸易关系。”1870年的4月正式挂牌营业，格奥尔格·威廉·冯·西门子为第一任董事会发言人，相当于董事会主席。德意志银行的第一个办公地点在法国人大街21号(Französische Straße 21)，就在柏林的中枢线菩提树下大街不远:580 。
德意志银行的最初的国内分支机构位于不来梅和汉堡，分别于1871年和1872年先后落成。德意志银行得到了政府的有力支持，受雇于德国政府发行国债。为了达到其协助德国贸易的目的，德意志银行马上开始国际化，与欧洲各地有德国犹太人背景的银行展开了合作，很快在伦敦开启了自己的第一家海外分支机构，位置就在离现在伦敦德意志银行分部不远的Lombard Street；又收购了巴黎的一家银行作为新的巴黎分部。不久後德意志银行进驻上海（1872年）、横滨（1872年）。同时德意志银行在北美和南美，亚洲和土耳其进行投资。在意大利、西班牙联合成立了银行，在南、北美洲、中东和非洲都有大量资产。在上海和横滨的分支由于在银货交易的损失在1875年被迫清算。在最初的十年间德意志银行投资的主要项目有美国北太平洋铁路（1883年）和巴格达铁路（1888年）。它还为钢铁康公司克虏伯发售债券（1885年），并操作了化学公司拜耳在柏林证交所的上市。德意志银行在初期经历了快速的扩张。在1880年代，发行业务逐渐重要起来，在随后的1890年代，整个业务取得成功。德意志银行对德国电气工程行业的发展有着巨大的帮助，同时它靠着钢铁行业立稳脚跟。在德国的稳定的基础使得德意志银行能够为其海外业务融资，最著名的例子是巴格达铁路。 
德意志银行在19世纪90年代后半期进行了新一轮的扩张。银行与许多大的区域性银行结成联盟，并借此进入了主要工业区。合资企业是当时德国银行业聚集的表现。当时德意志银行在国内的分支仍很少，僅有包1886年成立的法兰克福分支，1892年的慕尼黑分支，和1901年成立的德累斯顿和莱比锡分支。当时，德意志银行意识到了专注于国际贸易领域的价值。
1886年，Deutsche Ueberseeische Bank在外交部的推动下成立，三年后，Disconto-Gesellschaft和德意志银行的领导的德国银行辛迪加建立专注于东亚贸易的德华银行，外交部拥有一部分德华银行的股份。1890年德华银行在上海建立了它的主要分支，此后至一战前，德华银行又陆续在中国成立了其他分支。1897年德华银行在汉口成立了代理机构，这个代理机构在1910年被转成分支银行。
1899年德华银行和德意志银行协助成立Shantung铁路公司。随后德华银行陆续在中国各地开设分支，香港（1899年）、济南（1904年）、北京（1905年，于1910年从代理处转为分支银行）、广州（1910年，于1911年从代理处转变为分支银行）。1907年德华银行开始发行自己的钞票。
1914年春天，"Frankfurter Zeitung"向它的读者宣布：德意志银行是世界上最大的银行，这一宣称也标志着德意志银行在这一段时期的顶峰。一战期间，德意志银行中曾经信心十足，对于未来抱有巨大的利润期望的人们的热情逐渐冷淡下来。
1917年，中國向德國宣戰，德华银行在中国的众多分支被中国政府强制清算。

### 1919年－1933年
战后德意志银行经历了一系列的清算。在失去很多外国分支后，德意志银行被迫卖掉一部分资产。但同时银行发展了新的业务。一战之后德意志银行帮助设立或者参与重组，造就了一批大家耳熟能详的德国企业，如安联保险、汉莎航空和戴姆勒奔驰、电影制片公司UFA等。
1929年，德意志银行与罗斯柴尔德系的德国信用合作银行合并为德意志信用合作银行（Deutsche Bank und Disconto Gesellschaft），这是当时最大的银行并购案例。合并的原因一是上升的成本，二是20年代整个银行业聚集的趋势。此次合并在某种程度上帮助了银行抵御1929年大萧条。1937年正式改回为“德意志银行”。
30年代的金融危机对于德国的银行业是一个转折点。此后的很多年，德国的银行业都没能再回到其黄金时代的辉煌。

### 1933年－1945年
1933年，德意志银行解雇了三名犹太董事会成员。随后德意志银行负责管理犹太人的商业机构并将其雅利安化，后来还参与成立新占领地区的银行组建。德意志银行还参与了为盖世太保提供金融支持，为奥斯维辛集中营的建立筹款。1999年2月德意志银行承认其为奥斯维辛集中营筹款，并和其他德国公司一道应大屠杀幸存者的要求共同赔偿52亿美元。

### 战后
随着第三帝国的覆亡，1948年4月1日盟军占领当局按照波茨坦会议通过的对德国企业“去中心化”和“去卡特尔化”，将德意志银行剩下的资产和人员切割成了十个地方性银行，并且按照美国模式进行了银行分业管理。曾经叱咤风云的德意志银行到此灰飞烟灭。1950年经过盟军联合银行委员会同意，到1952年成为三个主要大银行：
- 汉堡的北德银行股份公司（Norddeutsche Bank AG）
- 慕尼黑的南德银行股份公司（Süddeutsche Bank AG）
- 杜塞尔多夫的莱茵威斯特法伦银行股份公司（Rheinisch-Westfälische Bank AG）

1953年，南德意志银行的董事会发言人Hermann J. Abs领导德国代表团和债主们在伦敦签署了伦敦债务协定，大幅减少了战争赔款债务额，并且将还款期限延长到了三十年。1952年到1963年的10年间，联邦德国的经济总量就翻了一倍。三家地方性德意志银行1954年签订协议，共同分担盈利和亏损。1957年4月，三家地方性德意志银行在股东大会上正式表决通过重新组建德意志银行股份有限公司，并将总部设在法兰克福。成功主导了伦敦债务谈判的Hermann J. Abs成为了新德意志银行的第一任主席。
1958至1960年，德意志銀行進入大中華，並成立香港代表处。
1959年，德意志银行通过发放小额贷款介入零售银行业务。1970年代，银行向国际发展。1976年，德银开设了伦敦分行，这是德银二战后的第一个德国境外分行。1979年纽约、马德里、米兰和香港分行相继设立。1980年，德银将EBIC的约翰内斯堡分支机构囊获己有，成为德银南非分行。1981年，德银开设了多伦多分行，并成立了北京分行。
1984年，经过了多年的等待，德银将总部搬进了法兰克福的地标建筑 -- 德意志银行双子楼。1986年，收购米兰的Banca d’Americae d’Italia，把零售业务扩展到德国境外；吃掉了共同设立的欧亚银行，将其转化为德银亚洲，成为在亚洲横跨13个国家、拥有20余个支行的主要银行之一。1988年收购贝恩（Bain & Company）在澳大利亚的业务，成为澳大利亚主要的投行。1988年收购里斯本的MDM Sociedade de Investimento，成为葡萄牙的重量级金融机构。1988年，德银开始正式运作其历史上最重要的收购之一，1989年12以每股550便士的价格全资15亿美元收购伦敦的老牌投资银行摩根·葛瑞菲爾，标志着德意志银行开始进入投资银行领域。1989年11月30日德银历史上最重要的领导人之一，时任董事长的阿尔弗雷德·赫尔豪森，乘坐防弹奔驰车上班途中，被在一辆儿童自行车上安放的激光制导控制的高能穿甲弹击穿了轿车的防弹钢板，阿尔弗雷德·赫尔豪森当场身亡，此案一直未能破案。
冷战结束后，收购了：
- 民主德国国家银行（英语：Staatsbank）：随着1990年德国统一并入；
- 纽约的信孚銀行：1999年并入；
- 布鲁塞尔的里昂信貸銀行：1999年并入。

2011年10月，德意志银行正式在纽交所挂牌上市。在接下来的一年，德意志银行通过购买Scudder Investments巩固其在美国的发展。同时，在欧洲，德意志银行通过收购Rued Blass & Cie（2002年）和俄罗斯投资银行United Finanncial Group（2006年）继续发展它的私人银行业务。在德国，德意志银行陆续收购了Norisbank、Berliner Bank和Postbank以巩固其国内市场。这一系列的收购都紧紧依照银行的发展策略。银行在2005年得到了25%的高额股权回报率。
2015年12月29日中國人民財產保險斥資不多於257億人民幣現金，向德意志銀行購買8.77億股、薩爾．奧彭海姆購買2.67億股及德銀盧森堡購買9.22億股，合共購買21.36億股華夏銀行股份，約佔華夏銀行全部已發行股份的19.99%。
2017年3月19日德意志银行以每股11.65歐元，發行6.875億新股，以集資80億歐元（86.2億美元），是2010年以來第4次增資。
2019年7月7日，德意志銀行宣佈大規模重組，退出全球證券銷售及交易業務，並於3年內裁減1.8萬個職位。
2020年7月16日,德銀發言人表示，下個月接任亞太區行政總裁的Alexander von zur Muehlen，將從法蘭克福搬去新加坡。原先，該行將在7月底退休的亞太區行政總裁Werner Steinmueller駐地為香港。該行新任亞太區環境、社會和治理負責人Kamran Khan來自美國，亦將遷往新加坡。

## 九一一襲擊事件
2001年9月11日，位于美國纽约市自由街130号的德意志银行大厦在受到911恐怖袭击後嚴重損毀，超越可以修復的範圍；大量的碎片從天而降擊中德意志銀行大樓，並且在大樓中央炸成一個大洞，亦摧毀了其入口及大廳。這棟大樓在兩年前自信孚銀行收購。大部分媒體在報導此事時仍認為此大樓屬於信孚銀行而非德意志銀行。德意志銀行因此控告承保大樓保險公司，並要求理賠。在2004年12月德意志銀行與保險公司達成協議，並將大樓售予支付重建費用的曼哈頓下城發展集團。
由于袭击造成的破坏，德意志银行不得不重新选择办公地点，目前德意志银行在纽约市的大多数部门都在华尔街60号办公。

## 并购
- 1998年11月30日：并购信孚银行[8]。
- 2005年11月30日：入股華夏銀行13.7%。
- 2008年9月12日：收購德国邮政银行29.95%的股份。
- 2009年10月28日：出价13亿欧元收购私人银行Sal. Oppenheim Group。
- 2010年9月13日：以每股31.8歐元發行3.0860億股普通股，集資大約98億歐元（124億美元）強化資本，應付監管當局可能提高的資本要求。
- 2010年9月13日：德意志银行計劃以每股24至25歐元的現金，收購郵政銀行其餘七成股權。
- 2015年3月16日：科爾伯格－克拉維斯－羅伯茨（Kohlberg Kravis Roberts & Co.，通常簡稱為KKR）以及德意志銀行的財團斥資82億澳元（約63億美元）收購通用金融澳洲及新西蘭的消費者貸款業務。

## 洗钱嫌疑
2007年到2012年之间德意志银行因涉嫌为伊朗和苏丹企业洗钱而被美国当局调查。但由於德意志银行的系统缺陷导致无法查出2011-2015年间疑似洗钱交易，美国联邦储备委员会於2017年对德意志银行罚款4,100万美元。
德意志银行也被怀疑参与了北韓和中華人民共和國的贸易交易。